# Maurice Sellin
Pour les articles homonymes, voir Sellin.
Maurice Sellin, né le 21 février 1920 à Rosporden et mort le 3 août 2016 à Nantes, est un footballeur français des années 1940 et 1950. Durant sa carrière, il évolue au poste de défenseur central. Premier capitaine du FC Nantes sous statut professionnel, il réalise ensuite l'essentiel de sa carrière au Stade rennais.

## Biographie
Né le 21 février 1920 à Rosporden, dans le sud du département du Finistère, Maurice Sellin fait ses débuts de footballeur avec le club de son village natal. Pendant l'occupation allemande, durant la Seconde Guerre mondiale, il est remarqué par Aimé Nuic, entraîneur du FC Nantes, qui le fait venir en Loire-Inférieure en 1944. Maurice Sellin fait figure de pionnier parmi nombre de joueurs finistériens qui rejoindront ensuite le club nantais. Il intègre un club sous statut amateur, fondé un an plus tôt, et qui joue des compétitions régionales. Défenseur rude mais élégant, il s'impose comme l'un des hommes de base du jeune FC Nantes, et se voit confier le capitanat par Aimé Nuic pour la saison 1945-1946. Lors de cette même année, le club ligérien accède au professionnalisme, et intègre le championnat de France de Division 2, qu'il termine à la cinquième place.
Dès 1946, Maurice Sellin quitte le FC Nantes. Remarqué par les dirigeants du Stade rennais, il rejoint l'Ille-et-Vilaine moyennant une indemnité de 500 000 francs, ce qui représente le premier transfert de l'histoire du FCN, et permet à son président Marcel Saupin de pallier provisoirement les difficultés financières du club nantais,. À Rennes, le défenseur découvre la première division, et joue son premier match à ce niveau le 12 septembre 1946, à l'occasion d'un match disputé contre le Stade de Reims au stade de la route de Lorient (défaite rennaise trois buts à deux). Dans l'effectif rennais, il doit faire face à une forte concurrence en défense, et n'est que rarement titulaire, étant souvent devancé dans la hiérarchie par Henri Guérin, Robert Hennequin, Jean Combot ou encore Marcel Mansat. Au terme des sept saisons qu'il passe au Stade rennais, il totalise ainsi 84 titularisations en championnat, avec un maximum de vingt-trois matchs disputés sur une même saison, en 1948-1949. En 1953, le Stade rennais est relégué en Division 2. Maurice Sellin demande alors à être reclassé sous statut amateur, et quitte Rennes pour rejoindre l'UCK Vannes, où il termine sa carrière de footballeur.
Maurice Sellin part ensuite s'installer à Nantes. En 1993, il participe ainsi aux festivités qui entourent le cinquantenaire du Football Club de Nantes. Il meurt le 3 août 2016, à l'âge de 96 ans.

## Statistiques
| Saison                | Club                  | Championnat           | Championnat | Championnat | Coupe(s) nationale(s) | Coupe(s) nationale(s) | Total | Total |
| Saison                | Club                  | Division              | M.          | B.          | M.                    | B.                    | M.    | B.    |
| 1945-1946             | FC Nantes             | Division 2            | -           | -           | -                     | -                     | 0     | 0     |
| 1946-1947             | Stade rennais UC      | Division 1            | 10          | 0           | 1                     | 0                     | 11    | 0     |
| 1947-1948             | Stade rennais UC      | Division 1            | 10          | 0           | 1                     | 0                     | 11    | 0     |
| 1948-1949             | Stade rennais UC      | Division 1            | 23          | 0           | 2                     | 0                     | 25    | 0     |
| 1949-1950             | Stade rennais UC      | Division 1            | 19          | 0           | 2                     | 0                     | 21    | 0     |
| 1950-1951             | Stade rennais UC      | Division 1            | 7           | 0           | 0                     | 0                     | 7     | 0     |
| 1951-1952             | Stade rennais UC      | Division 1            | 12          | 0           | 0                     | 0                     | 12    | 0     |
| 1952-1953             | Stade rennais UC      | Division 1            | 3           | 0           | 0                     | 0                     | 3     | 0     |
| Total sur la carrière | Total sur la carrière | Total sur la carrière | 84          | 0           | 6                     | 0                     | 90    | 0     |